# RhB Gm 3/3
Die Gm 3/3 ist eine dreiachsige dieselelektrische Rangierlokomotive der Rhätischen Bahn (RhB). Die drei Maschinen mit den Betriebsnummern 231 bis 233 wurden zwischen 1975 und 1976 in Betrieb genommen.
Gemäss der ursprünglichen Idee sollte der Hersteller, die französische Firma Moyse, die meisten Baugruppen aus der Serienproduktion eines französischen Loktyps übernehmen. Die vielen Sonderwünsche der RhB – MTU-Dieselmotor, Vakuumbremse, Vielfachsteuerung, Führerstandseinrichtung nach RhB-Norm – erzwangen jedoch umfangreiche Änderungen und verzögerten die Lieferung der Anfang 1974 bestellten Fahrzeuge erheblich.
Die Stundenleistung der maximal 55 km/h schnellen, 34 t schweren Lokomotiven beträgt 220 kW. Mittels eines dem Gleichstrom-Fahrmotor nachgeschalteten Getriebes kann zwischen Rangier- und Streckengang gewechselt werden.
Die ursprünglich rotbraun, seit Anfang der 1990er verkehrsorange lackierten Gm 3/3 verrichten planmässig den schweren Rangierdienst auf den Bahnhöfen Landquart, Chur und Untervaz. Dank ihrer hohen Anfahrzugkraft (im Rangiergang 153 kN) und der möglichen Doppeltraktion eignen sich die robusten Fahrzeuge auch für den schweren Bauzugdienst. Schneeräumfahrten – gemeinsam mit der kleinen Schneeschleuder Xrotm 9216 oder der grossen Xrotmt 9217 – gehören ebenfalls zum Einsatzprogramm.
Ab Herbst 2020 wurden die drei Maschinen nur noch als Reserve vorgehalten, im Februar 2021 wurden sie aus dem Betrieb genommen und stillgelegt.
Mitte April 2021 wurden alle drei Lokomotiven an die Dampfbahn Furka Bergstrecke verkauft, wovon eine betriebsfähig bleibt und die anderen beiden als Ersatzteilspender fungieren. Die in Betrieb bleibende Lok soll die in die Jahre gekommene Lok Gm 4/4 71 ersetzen.